# HMS Revenge (06)
La HMS Revenge (Pennant number 06), nona nave da guerra britannica a portare questo nome, è stata una nave da battaglia classe Revenge, nota anche come classe Royal Sovereign, della Royal Navy. Impostata nei cantieri di Barrow-in Furness nel 1913 venne varata il 29 marzo 1915 ed entrò in servizio nel marzo 1916, poco prima della battaglia dello Jutland.

## Servizio

### La prima guerra mondiale

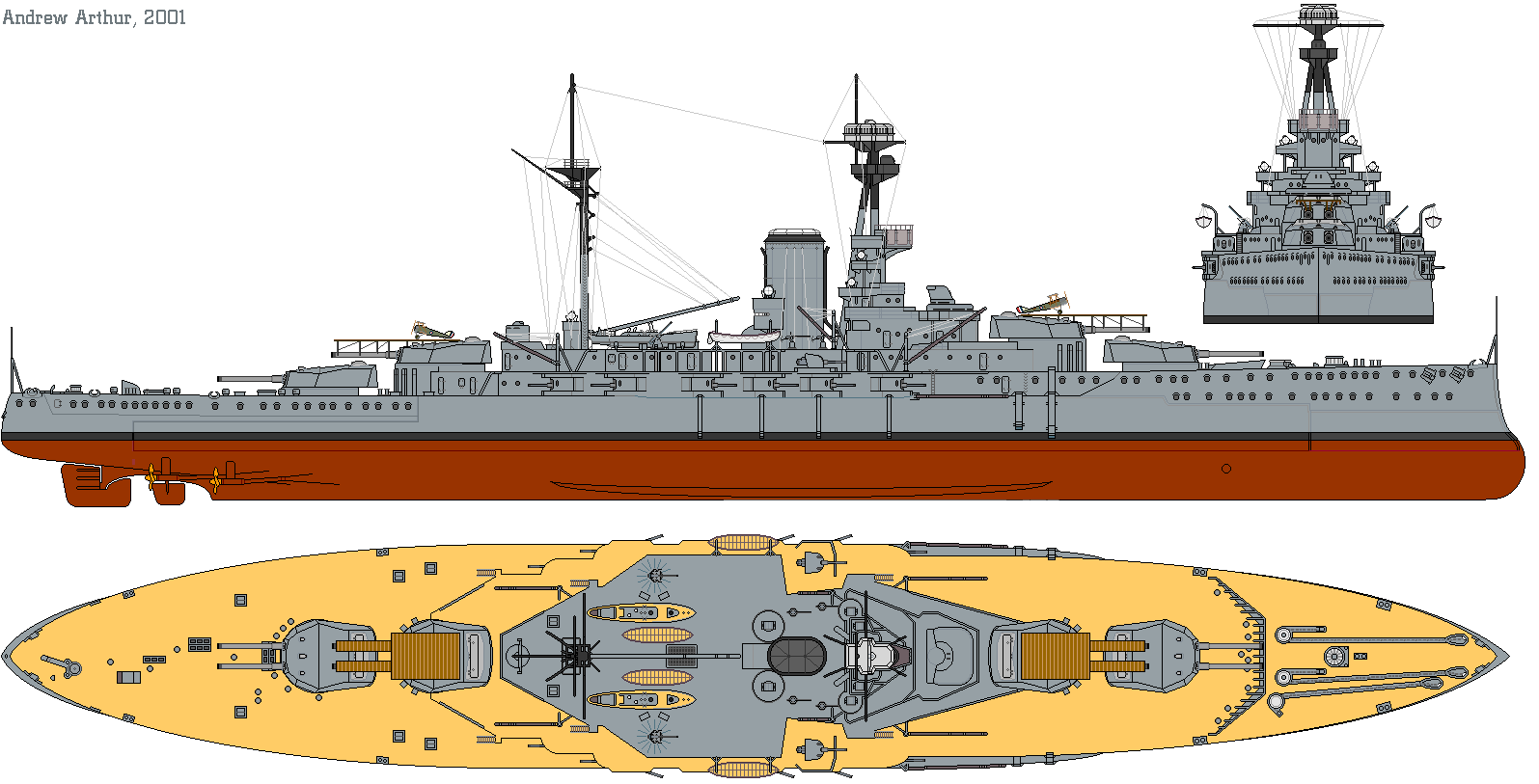
Schema della Revenge nel 1916

La Revenge partecipò alla battaglia dello Jutland al comando del Capitano E.B. Kiddle assegnata al 1º Squadrone da battaglia, seconda nave in linea dopo l'ammiraglia Marlborough che imbarcava il Vice-Admiral Cecil Burney. Durante la battaglia la Marlborough venne silurata e Burney fu costretto a trasferirsi a bordo della Revenge. La nave ingaggiò la flotta nemica per un'ora e mezza senza ricevere danni.
Il giorno precedente alla partenza della Grand Fleet dalle basi per scortare la Hochseeflotte tedesca dopo la resa tedesca nella cosiddetta Operazione ZZ la famiglia reale visitò la flotta. Il Re Giorgio V, la Regina Mary e Edoardo, Principe di Galles visitarono la USS New York, l'ammiraglia Lion e la Revenge, nave del Comandante in seconda della flotta.

### Tra le due guerre
Nel 1919 a Scapa Flow l'Ammiraglio tedesco Ludwig von Reuter ordinò alla flotta tedesca internata di autoaffondarsi per evitare che le navi venissero utilizzate dalle potenze vincitrici. In seguito all'autoaffondamento l'Ammiraglio venne trasferito sulla Revenge, nave del Viceammiraglio Sydney Fremantle, e accusato di aver mancato al suo dovere di marinaio. Von Reuter replicò dicendo: "Sono convinto che qualsiasi ufficiale britannico, al mio posto, avrebbe agito allo stesso modo". In seguito non venne mossa alcuna accusa formale all'Ammiraglio.
Nel gennaio 1920 il 1º Squadrone da Battaglia venne inviato nel Mediterraneo in seguito a una crisi nella regione. La Revenge appoggiò le forze greche e rimase nel Mar Nero fino a luglio a causa dei timori occidentali riguardo alla guerra civile russa. In seguito venne riassegnata alla Atlantic Fleet.
Nel 1922 venne riassegnata al Mediterraneo insieme alle sorelle Ramillies, Resolution e Royal Sovereign a causa dell'abdicazione di Costantino I di Grecia. La nave rimase di base a Costantinopoli e nei Dardanelli fino all'anno successivo, quando tornò con la Atlantic Fleet.
Nel 1928 entrò in cantiere a Devonport per lavori di ammodernamento che durarono fino al marzo 1929. Tornata in servizio venne assegnata alla Mediterranean Fleet. Il 16 luglio 1935 partecipò alla Rivista navale a Spithead per il 25 anniversario dell'ascesa al trono del Re Giorgio V. Nello stesso anno venne trasferita ad Alessandria d'Egitto in seguito alla crisi diplomatica con il Regno d'Italia dovuta alla guerra d'Etiopia.
Nel 1936 venne sottoposta a un altro ciclo di lavori che si conclusero l'anno successivo. La Revenge venne quindi inquadrata nel 2º Squadrone da battaglia. Il 9 agosto 1939 partecipò all'ultima Rivista della flotta prima della seconda guerra mondiale alla presenza del Re Giorgio VI. Nonostante la nave iniziasse a essere obsoleta, venne utilizzata in abbondanza durante il conflitto mondiale.

### La seconda guerra mondiale
Al momento dello scoppio del conflitto la nave, appena tornata in servizio dopo un ciclo di lavori, venne impiegata nella scorta ai convogli atlantici. Nel giugno 1940 imbarcò 40 milioni di sterline per trasferirli negli Stati Uniti. Il mese successivo trasportò nuovamente un carico di lingotti in america scortando sulla via del ritorno il convoglio di truppe canadese TC6 insieme all'incrociatore Emerald. Tra agosto e ottobre venne dislocata nel canale della Manica per la paura di una possibile invasione tedesca della Gran Bretagna. Il 10 ottobre insieme agli incrociatori Emerald e Newcastle e scortata da sei cacciatorpediniere bombardò la città di Cherbourg.
Tra novembre e febbraio 1941 venne impiegata nuovamente come scorta ai convogli atlantici e nel mese di marzo venne sottoposta a un ciclo di lavori. Ricevette il Radar Type 279 per l'individuazione aerea e tornò in servizio il 24 marzo Durante la caccia alla Bismarck scortò il convoglio HX128 senza partecipare quindi all'affondamento della nave da battaglia tedesca. In agosto venne designata per scortare un convoglio diretto in Medio Oriente via Città del Capo, giungendo a Freetown, in Sierra Leone, l'11 settembre. Dal 22 settembre, dopo aver lasciato il convoglio, venne impiegata per la difesa del traffico commerciale nell'Oceano Indiano. Il 5 novembre rilevò la Repulse nella scorta al convoglio WS12 per permettere all'incrociatore da battaglia di raggiungere Singapore. Pochi giorni dopo l'unità sarebbe stata affondata dai giapponesi insieme alla Prince of Wales. Il 14 dicembre iniziò il viaggio di ritorno in patria per essere sottoposta a nuovi lavori di modernizzazione. Durante questi lavori vennero installati i Radar Type 273 per l'individuazione di navi nemiche e il Type 284 per il controllo fuoco dei pezzi principali.
Nel febbraio 1942, completate le prove in mare, venne designata per essere trasferita presso la Eastern Fleet con base a Ceylon e aggregata al 3º Squadrone da battaglia. Raggiunta la flotta il 26 marzo. Dal 6 aprile venne trasferita alla base di Kilindini, in Kenya, per sfuggire alla minaccia giapponese alle basi di Ceylon concretizzatasi in quei giorni. Tra il primo e l'8 maggio scortò un convoglio di truppe diretto a Mombasa insieme all'incrociatore Dauntless. Tra luglio e novembre rimase in cantiere a Durban e tornata in servizio venne riassegnata alla protezione dei convogli nell'oceano Indiano.
Nel luglio 1943 venne deciso un ulteriore ciclo di ammodernamenti da effettuarsi in patria dove la nave giunse nei primi giorni di ottobre, rimanendo in cantiere fino al dicembre successivo. Vennero installate nuove apparecchiature radar per il controllo dei pezzi secondari e la difesa antiaerea.
Nel gennaio 1944 venne deciso il trasferimento della Revenge in riserva e la nave venne utilizzata per l'addestramento dei marinai fino a dopo la fine della guerra. Nel 1948 venne quindi messa in vendita e demolita a Inverkeithing dal 9 giugno dello stesso anno.